# Drew Brown
Drew Brown, właśc. Andrew John Brown (ur. 9 stycznia 1984) – amerykański muzyk, gitarzysta i keyboardzista w pop-rockowym zespole OneRepublic oraz grupie Debate Team.

## Biografia i kariera
Drew pochodzi z Broomfield w stanie Kolorado, gdzie pracował w restauracji Big Dog Deli, aby wesprzeć się finansowo jako początkujący muzyk. W 2004 Drew przeprowadził się do Los Angeles, gdzie dołączył do nowo powstałego zespołu, założonego przez Ryana Teddera i Zacha Filkinsa. Wraz z OneRepublic osiągnął ogólnoświatową sławę.

### OneRepublic
Drew od 2005 roku jest gitarzystą w zespole OneRepublic. Współtworzył także wiele piosenek dla zespołu, m.in. "Say (All I Need)",  "Mercy", "Stop and Stare", "All Fall Down", "Tyrant" i "Won't Stop" z debiutanckiego albumu Dreaming Out Loud oraz tytułowy utwór z drugiej płyty Waking Up, a także "Feel Again" i "Love Runs Out" z ostatniego albumu zespołu, Native.